# Dave Rude
Dave Rude (14 de junio de 1978 en Oakland, California) es un músico estadounidense, popular por haberse unido a la agrupación Tesla en el 2006, reemplazando a Tommy Skeoch. Además es el líder de la agrupación Dave Rude Band, donde es el vocalista principal y el guitarrista.
Rude empezó a tocar la guitarra a los nueve años, influenciado por artistas como Slash, Stevie Ray Vaughan, Joe Perry, Mike Campbell y Tom Petty. Luego de tocar en una banda llamada The Servants, Rude fundó su propio proyecto titulado The Dave Rude Band.
En 2006 fue descubierto por el guitarrista de Tesla Frank Hannon, quien lo contactó vía Myspace. Con Tesla ha grabado los álbumes Real to Reel (2007), Forever More (2008) y Simplicity (2014).

## Discografía

### Tesla
- Real to Reel (2007)
- Forever More (2008)
- Simplicity (2014)

### Solista
- Dave Rude Band (2007)
- Carry Me Home (2009)
- The Key (2013)